# Grădina Botanică „Vasile Fati” din Jibou

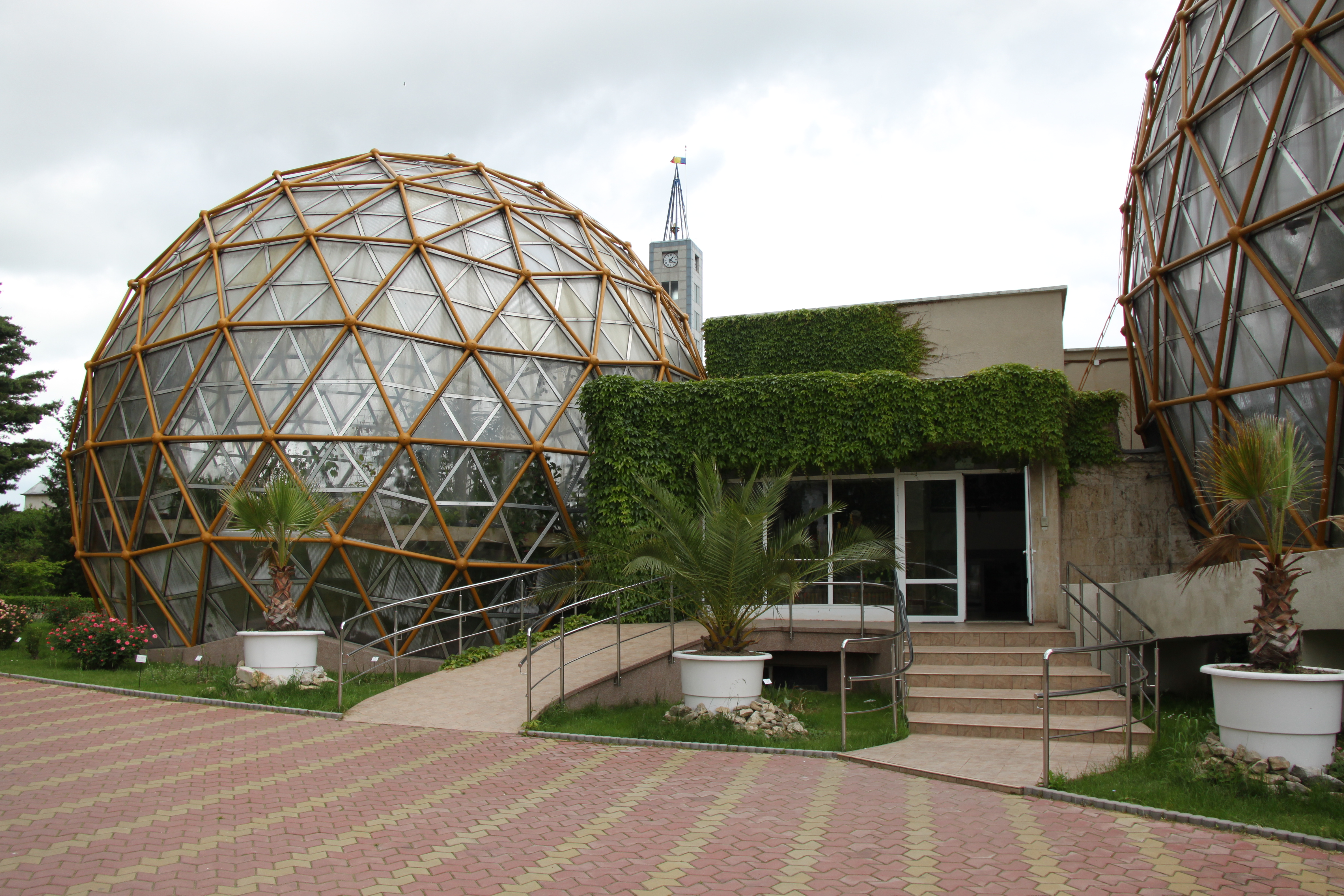
Serele principale

Grădina Botanică „Vasile Fati” este o grădină botanică amplasată în Jibou, județul Sălaj, înființată în anul 1968 din inițiativa profesorului Vasile Fati. Ea ocupă spațiul parcului de agrement al castelului medieval care a fost reședința familiei Wesselényi. Suprafața grădinii botanice este de 24 ha. Ea este amplasată la altitudinea de 272m, având un relief cu mari denivelări, dar și cu întinse suprafețe plane.

## Istoric

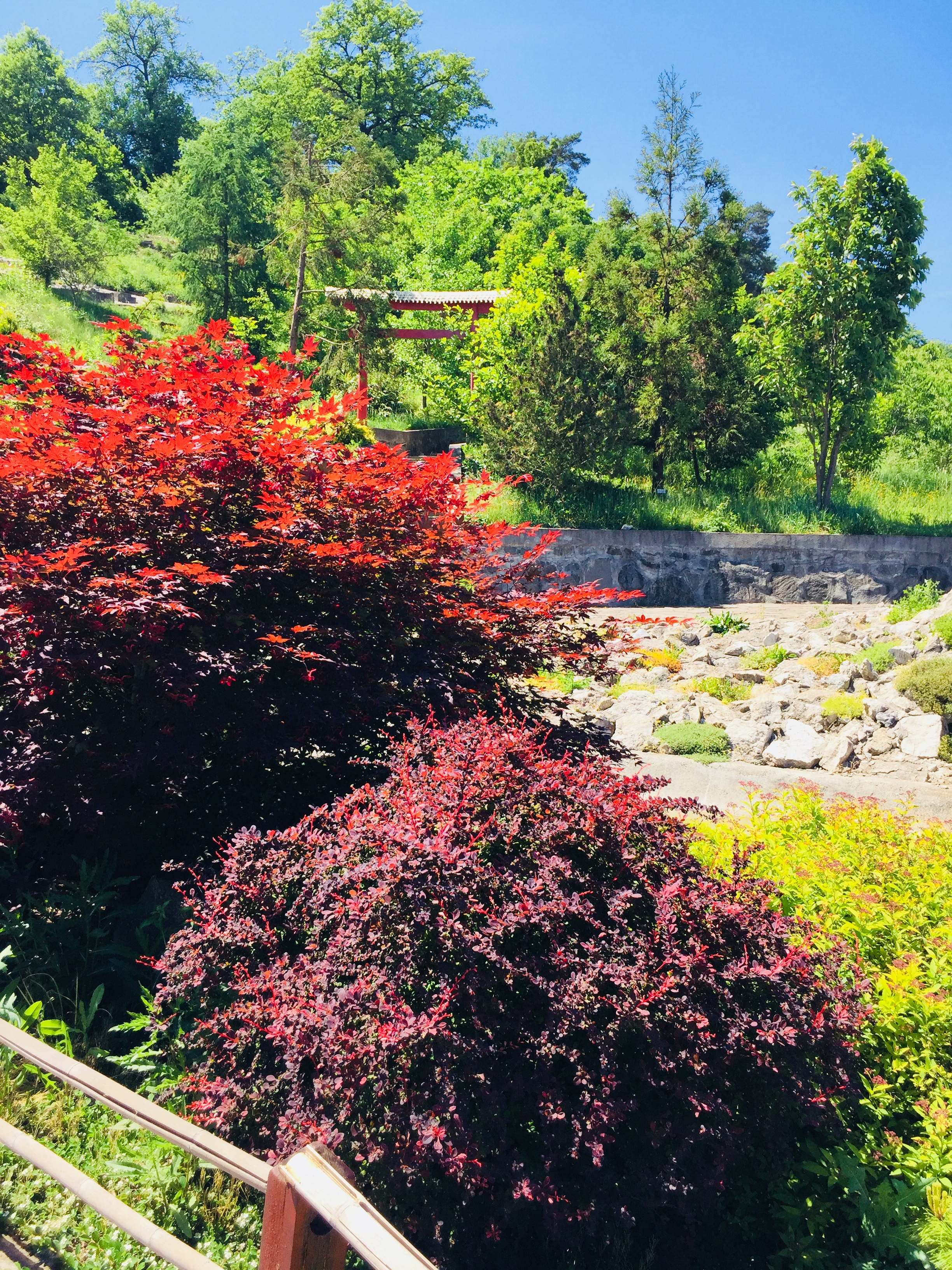
Grădina japoneză

Istoria Grădinii Botanice din Jibou începe în 1959, cu nouă ani înainte de înființarea sa, când la Catedra de Biologie a Liceului din Jibou a venit profesorul Vasile Fati. În perioada respectivă liceul funcționa cu cantină și internat și își avea sediul în castelul medieval, fosta reședință a familiei Wesselényi. Noul profesor de biologie venea de la școala generală din Someș-Odorhei, unde avusese de asemenea inițiative lăudabile creâd materialului didactic necesar susținerii lecțiilor de biologie. Astfel la fosta sa școală înființase un laborator, un colț viu cu animale mici, o seră cu caracter didactic, un teren experimental și o prisacă cu albine. 
Înzestrat cu o deosebită putere de muncă și cu o tenacitate de admirat, noul profesor al liceului intuiește potențialul remarcabil pe care îl deține terenul din jurul liceului și vechiul parc de agrement, cu diversitatea speciilor ce se găseau plantate aici. Acest parc trebuia valorificat. Evident că cea mai bună idee era de a fi înființată o grădină botanică. Această idee odată apărută trebuia și pusă în aplicare. Abia de aici începeau adevăratele greutăți. Exista și o primă problemă, terenul viitoarei grădini botanice. Liceul nu avea în acea perioadă în administrare decât 5 ha de teren, pe care se găseau clădirile, curtea liceului cu câteva terenuri pentru joaca elevilor, restul parcului era cuprins în patrimoniul silvic. O primă măsură care a dus la punerea bazei Grădinii Botanice a fost hotărârea Ministerului Silviculturii de a fi scoasă din amenajarea silvică și predată spre folosință Grădinii Botanice o suprafață de teren de 7 ha. Peste câțiva ani, în 1975 printr-o hotărâre a Primăriei locale se mai predau Grădinii Botanice încă 6 ha de teren din rezerva de stat. În anul 1978, pe un teren alăturat Grădinii Botanice numit „Valea Viilor” a fost barată valea cu același nume și a început amenajarea unui lac de acumulare. Apa lacului era necesară udării plantelor din Grădina Botanică.
Concomitent cu activitatea neobosită susținută de Pof. Vasile Fati, în înființarea Grădinii Botanice un rol hotărâtor l-a avut studiul amplu efectuat între 1959-1968, asupra condițiilor pedo-climatice și floristice ale zonei, studiu efectuat sub îndrumarea și consultarea unor remarcabili botaniști ai României, ca prof. dr. Alexandru Borza întemeietorul Grădinii Botanice a Universității din Cluj, prof. dr. Ion T. Tarnafschi directorul Grădinii Botanice a Univesității din București, prof. dr. Emilian Topa, prof. dr. Eugen Ghișa, prof. dr. Onoriu Rațiu, dr. Felician Micle și dr. Ioan Gherghely. Pe baza recomandărilor și referatelor întocmite, profesorul Vasile Fati elaborează memoriul de înființare a Grădinii Botanice. Memoriul a fost aprobat de Ministerul Învățământului cu nr. 128805 din 1968. Astfel a luat nastere cea mai nouă grădină botanică din țară. Primul director a fost prof. Vasile Fati, profesor de științe naturale al Liceului din Jibou.

## Dotări
Grădina botanică din Jibou dispune de un bogat fond dendrologic de plante exotice (Aralia racemosa, Tecoma radicans, Berberis canadensis, Cupressus sempervirens, Juglans nigra, Syringa wilsonii, etc. Plantația de bază a sectorului dendrologic datează din anul 1781 și conține numeroase și valoroase specii exotice lemnoase. Serele botanice adăpostesc colecții variate și valoroase de plante tropicale, subtropicale și mediteraneene, plantele fiind grupate sistematic sau ecologic. Grădina mai dispune de un pavilion înalt pentru colecția de palmieri și de un acvariu pentru colecții de plante tropicale, de un sector de plante utile, de un imens sector de plante ornamentale, de ierbar și piese de muzeu. Anual Grădina Botanică publică un catalog de semințe (Index Seminum). Acesta este distribuit la peste 450 de grădini botanice din întreaga lume și la diferite institute de cercetări botanice. Desigur, numărul de taxoni existent în colecții este mai mare ca cel prezentat în catalog.

## Galerie

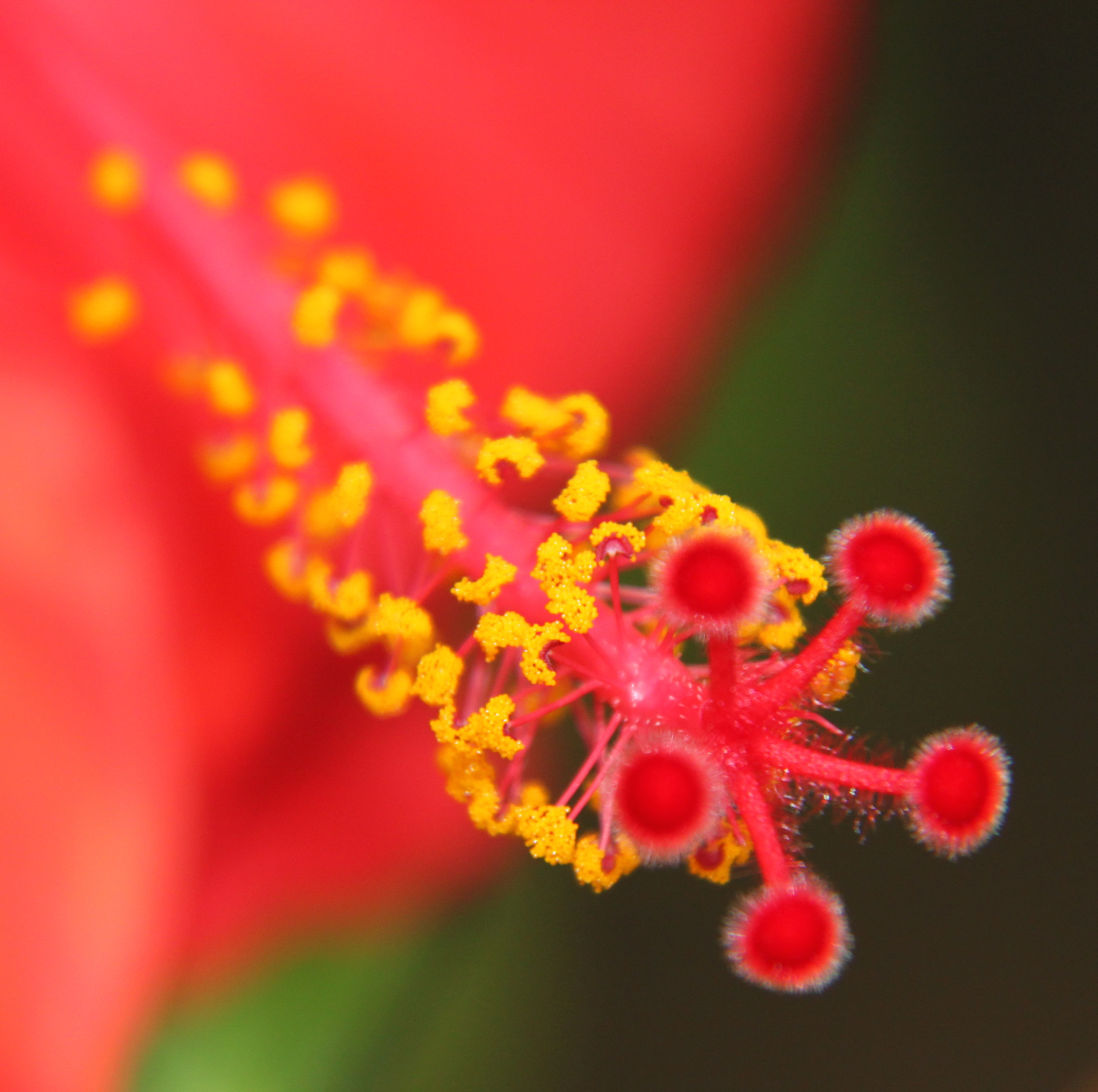
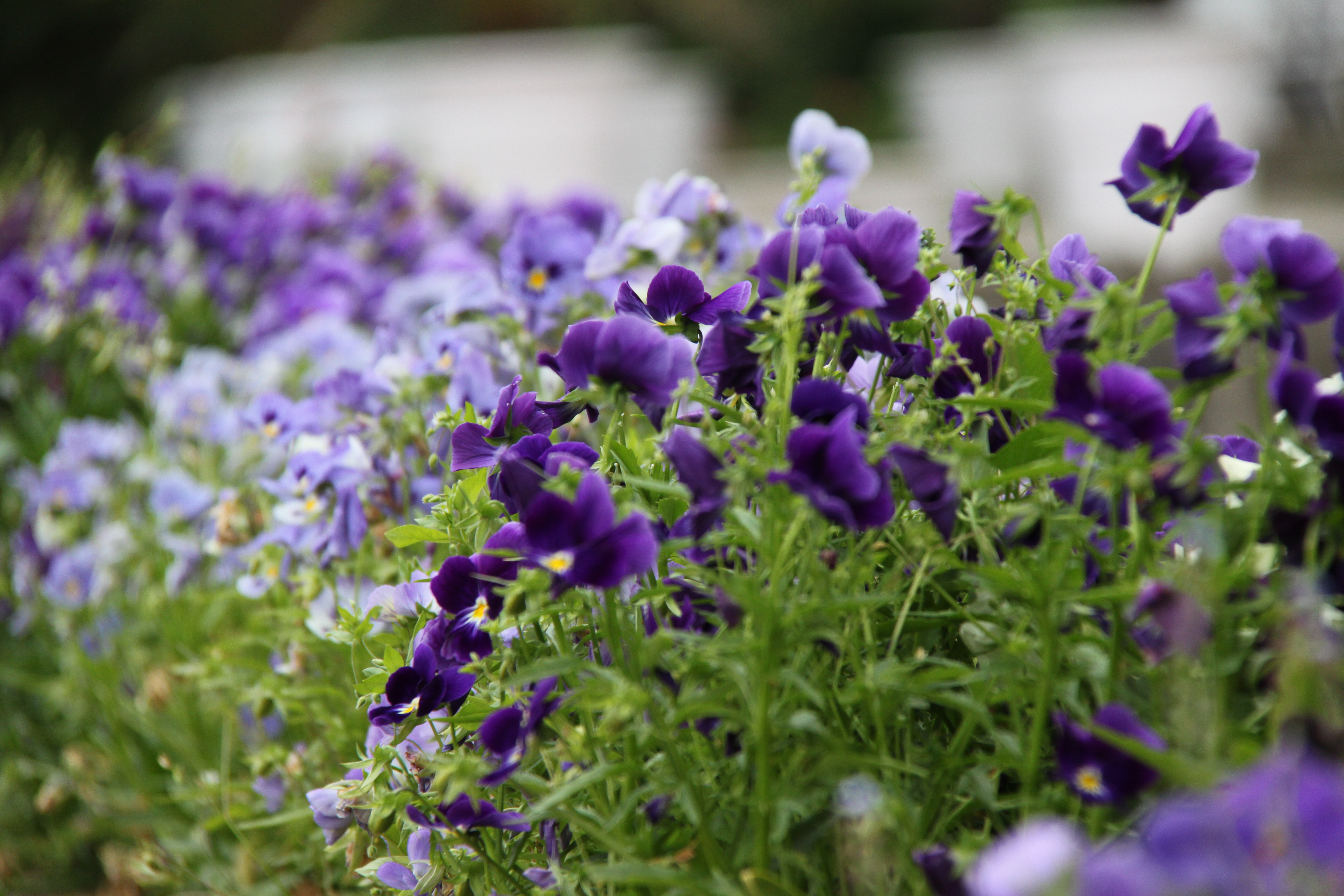
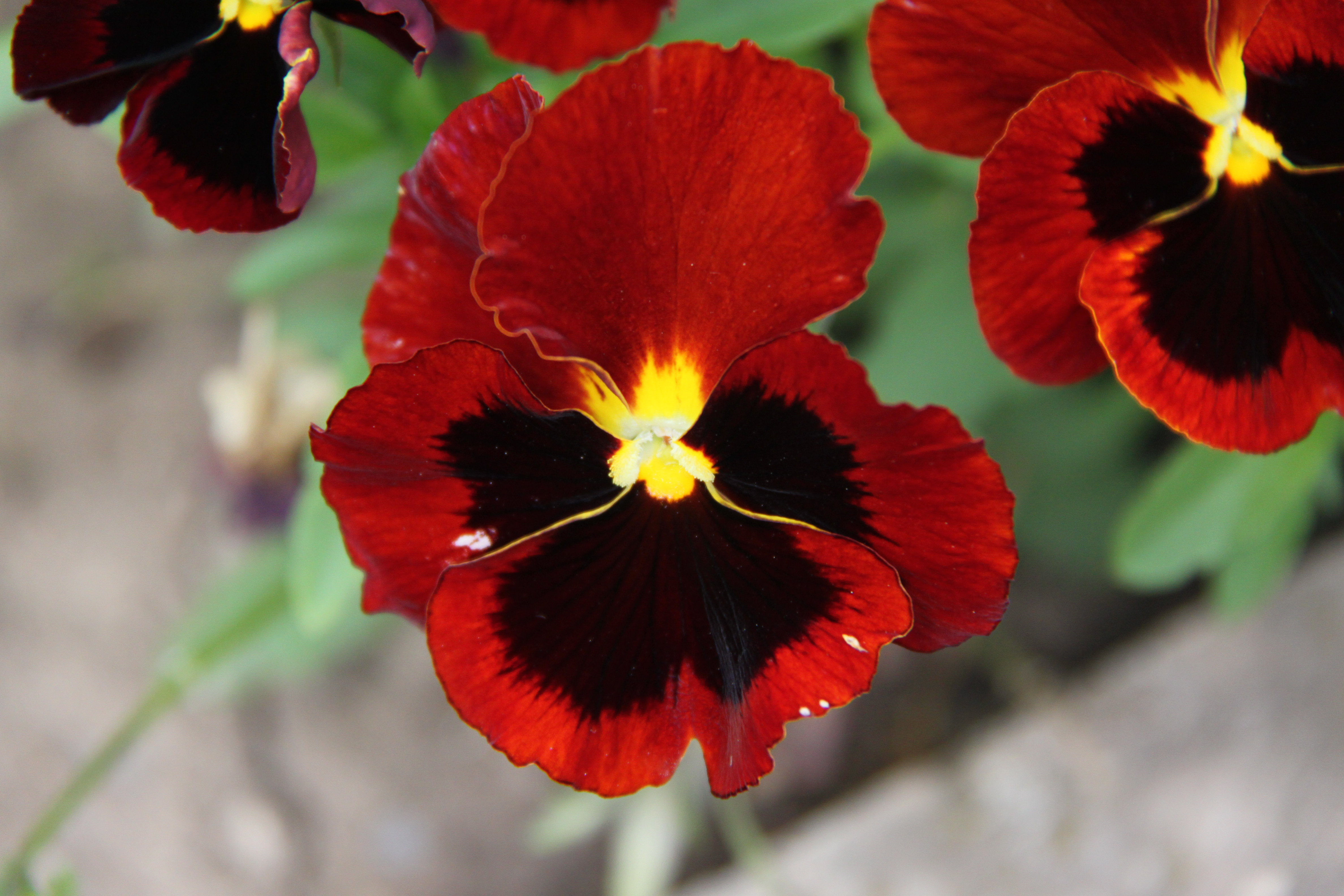
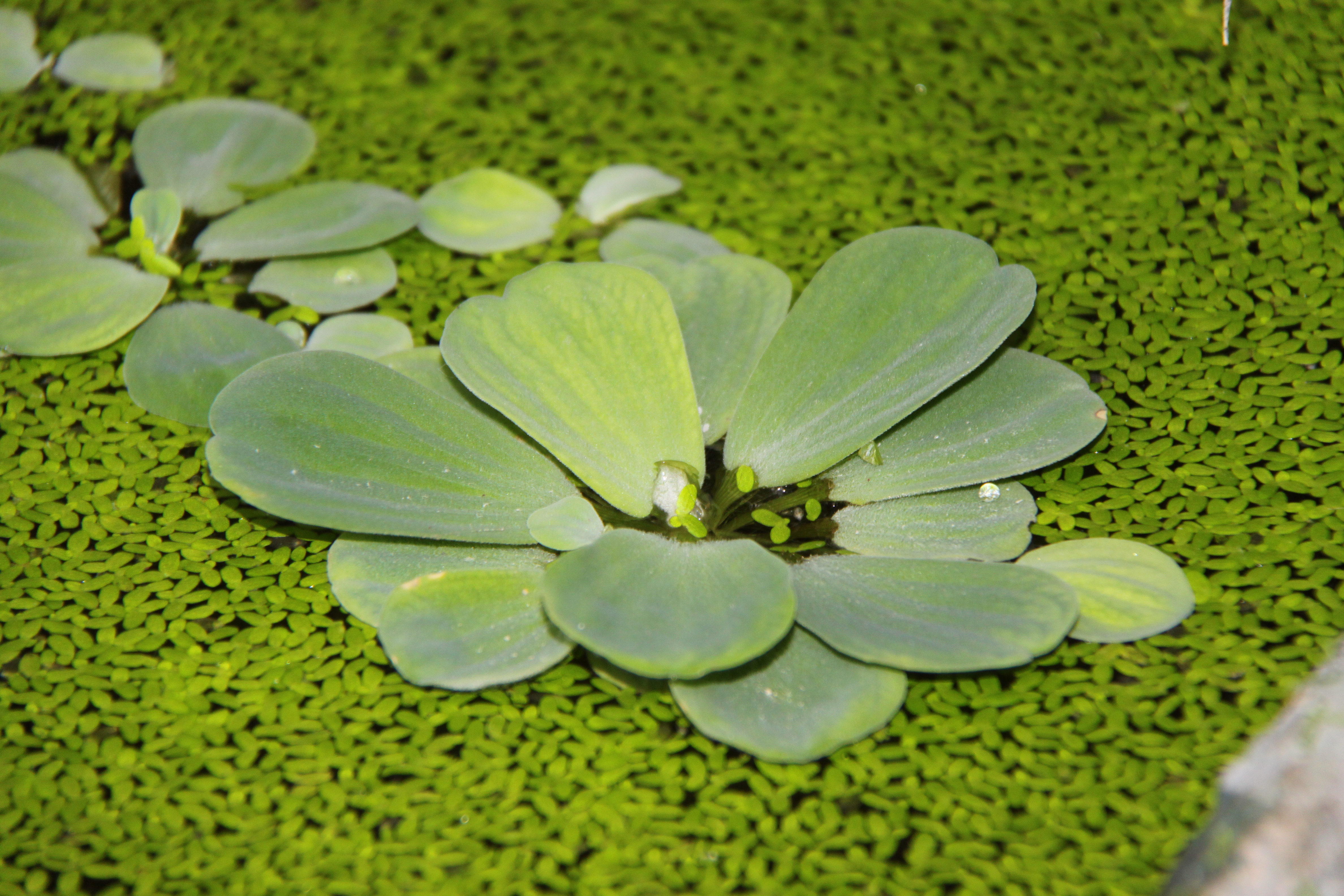
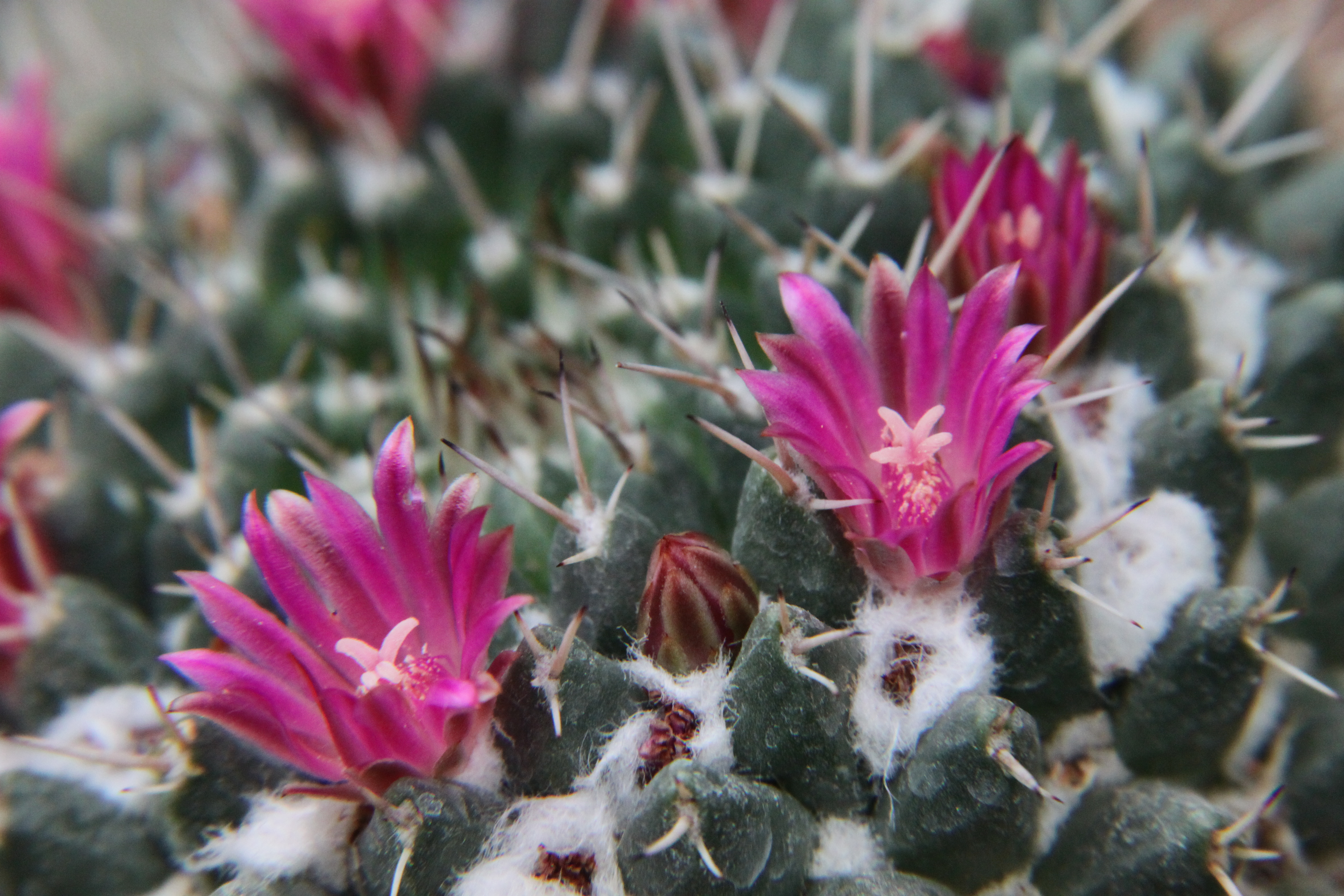
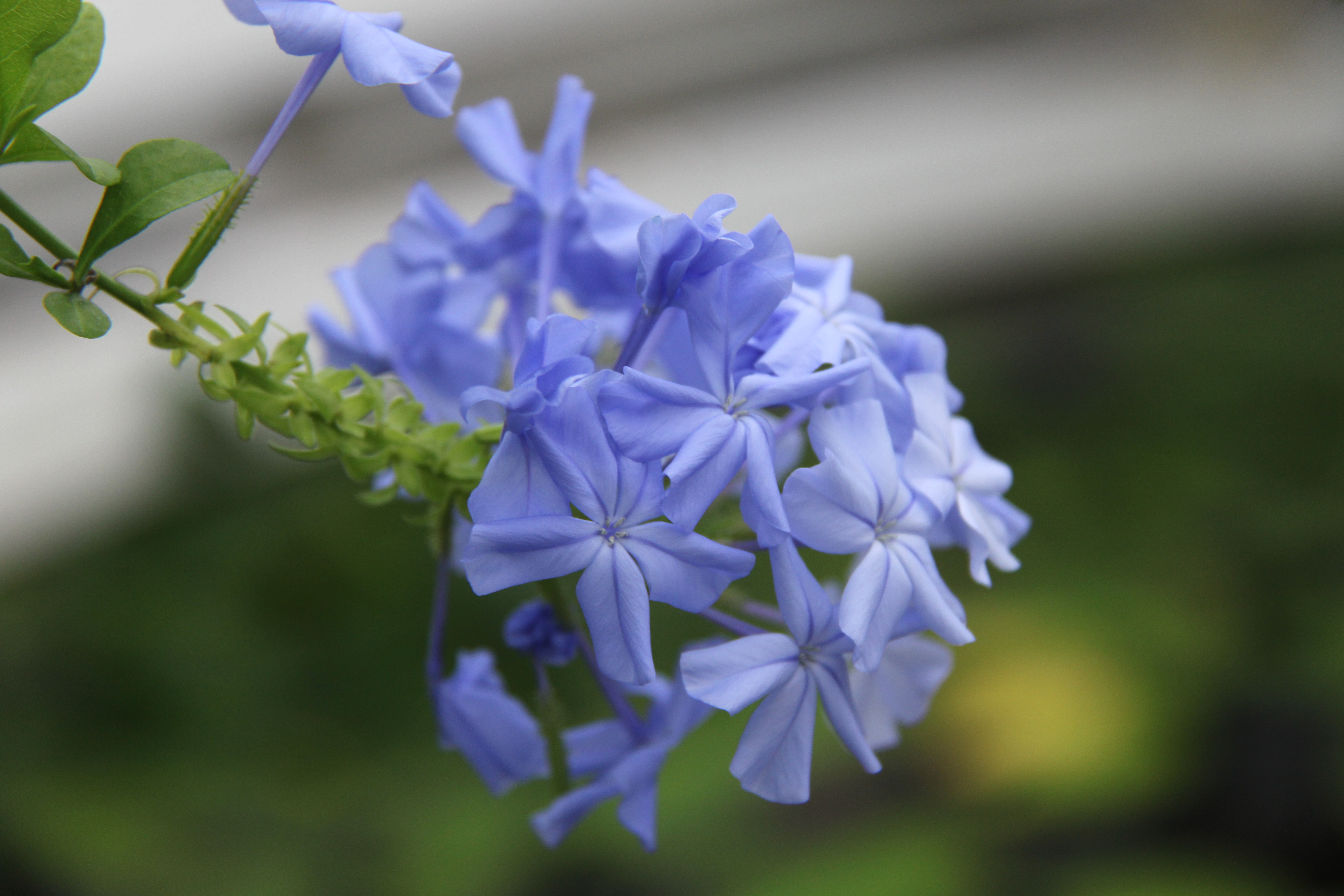
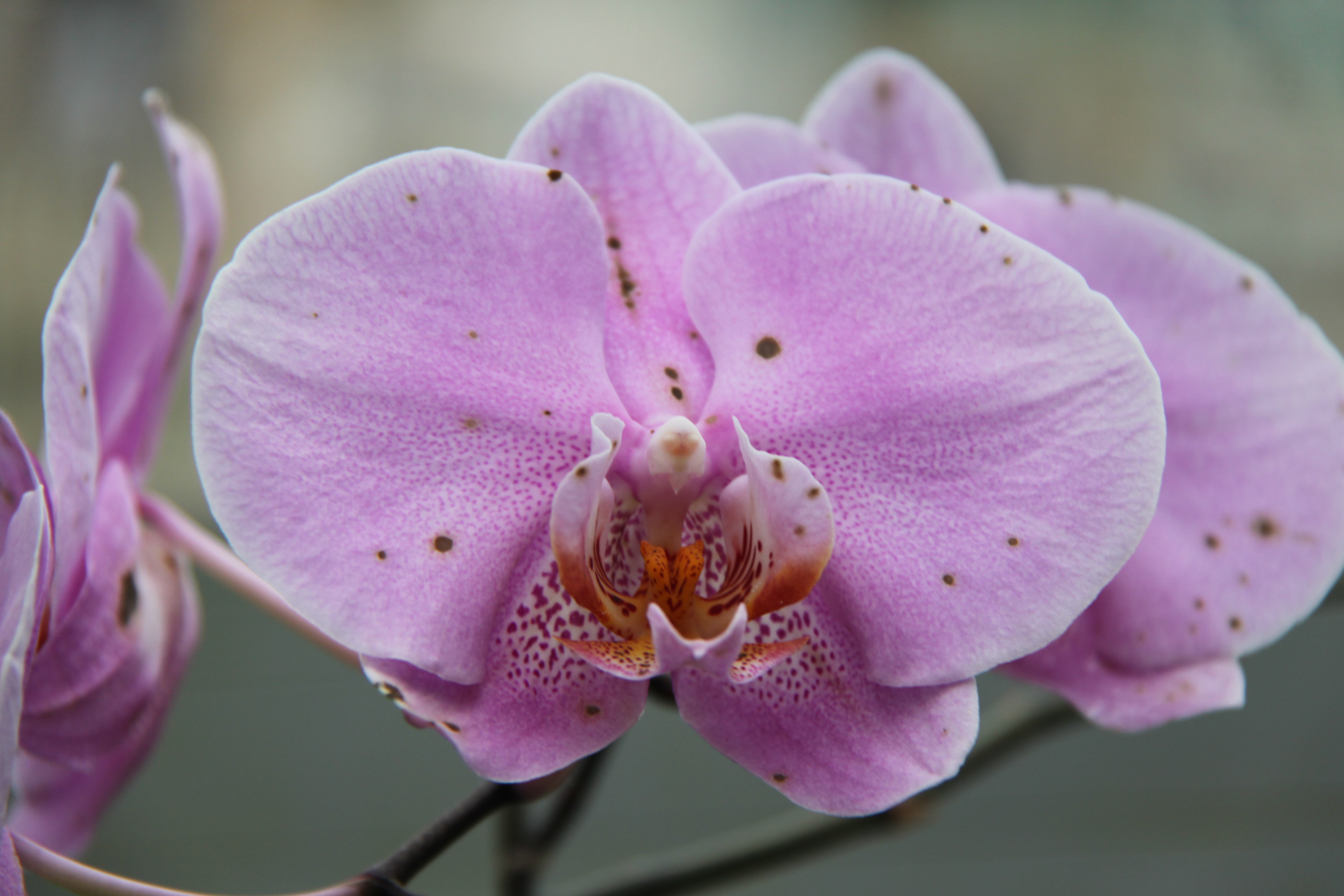
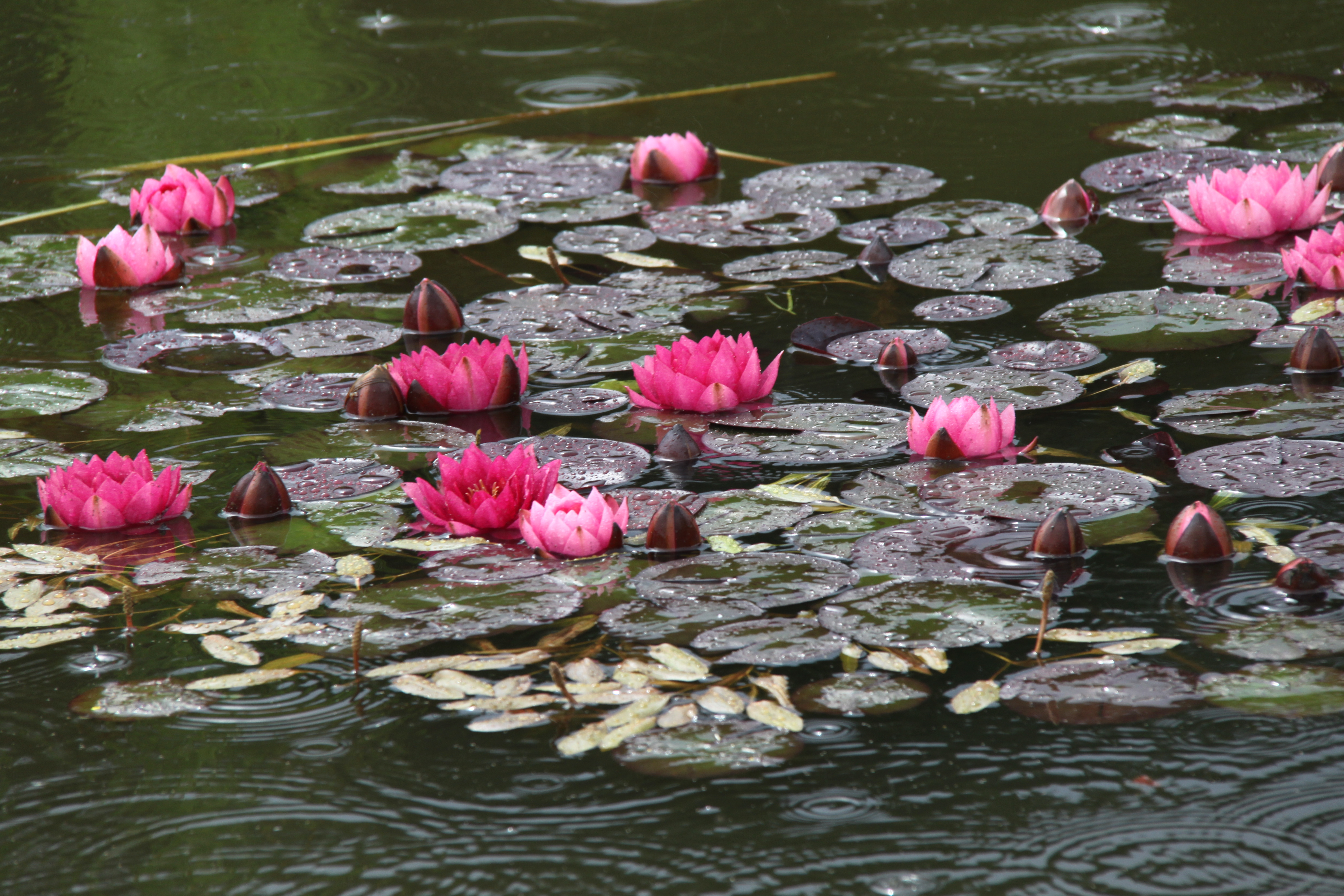
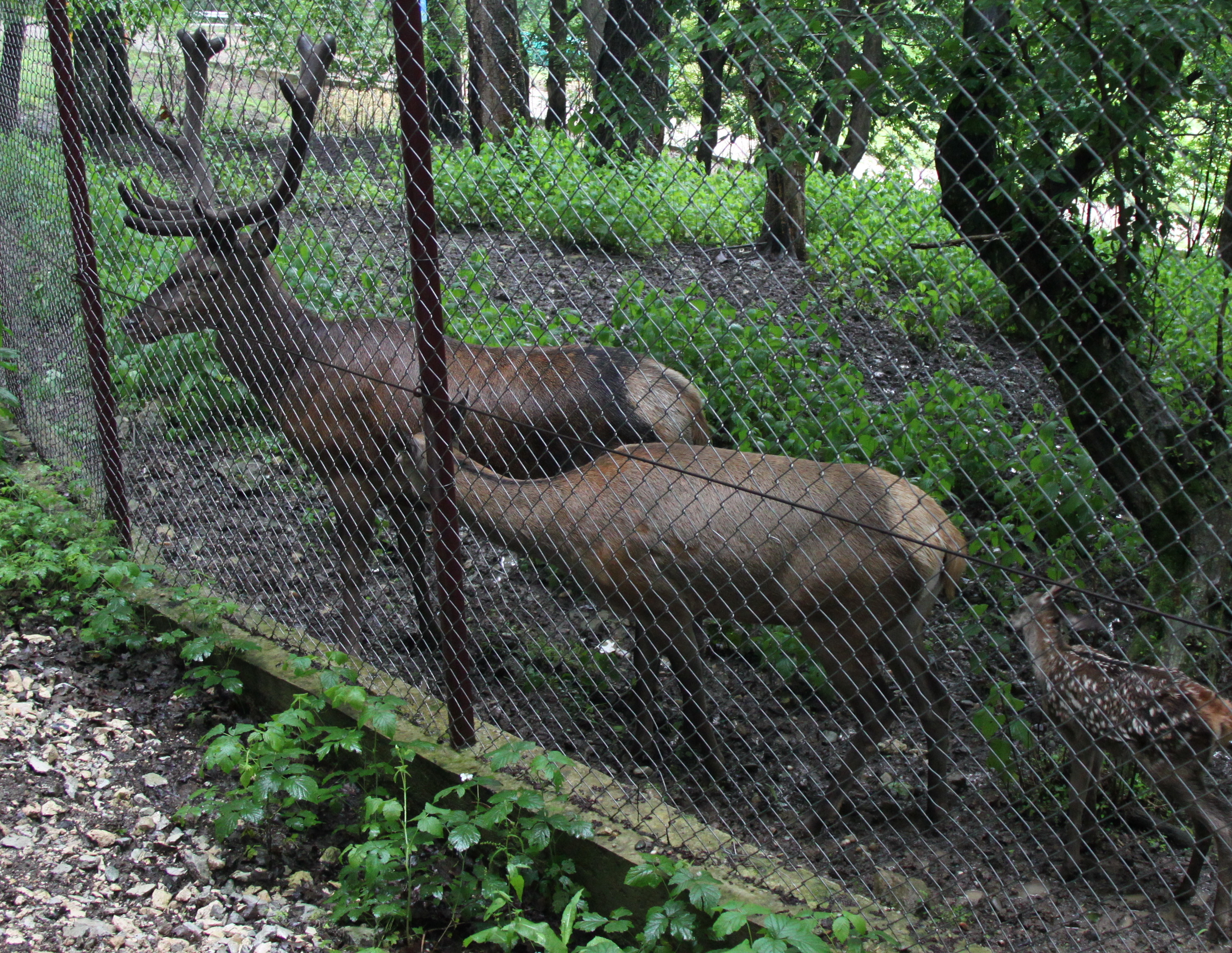
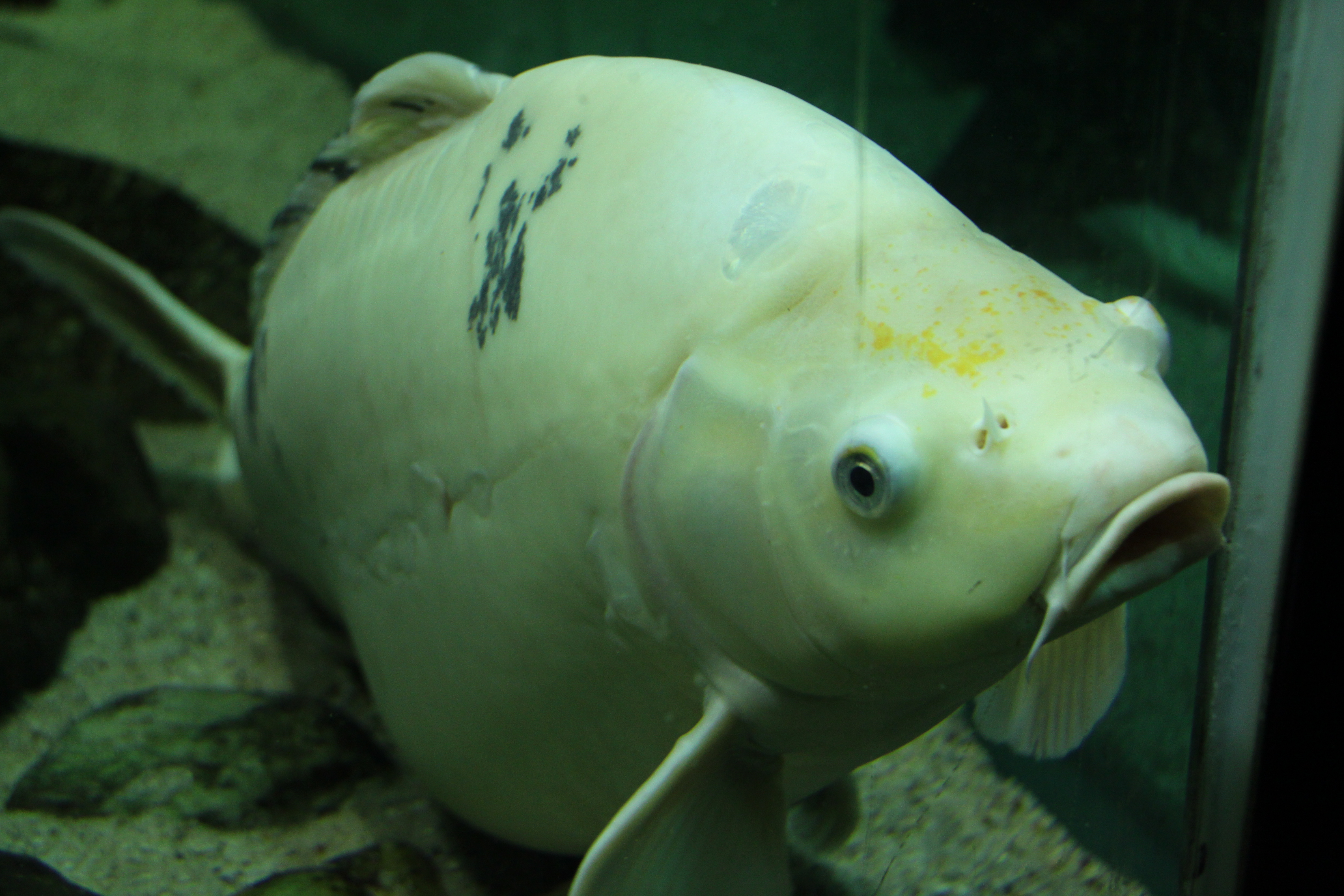
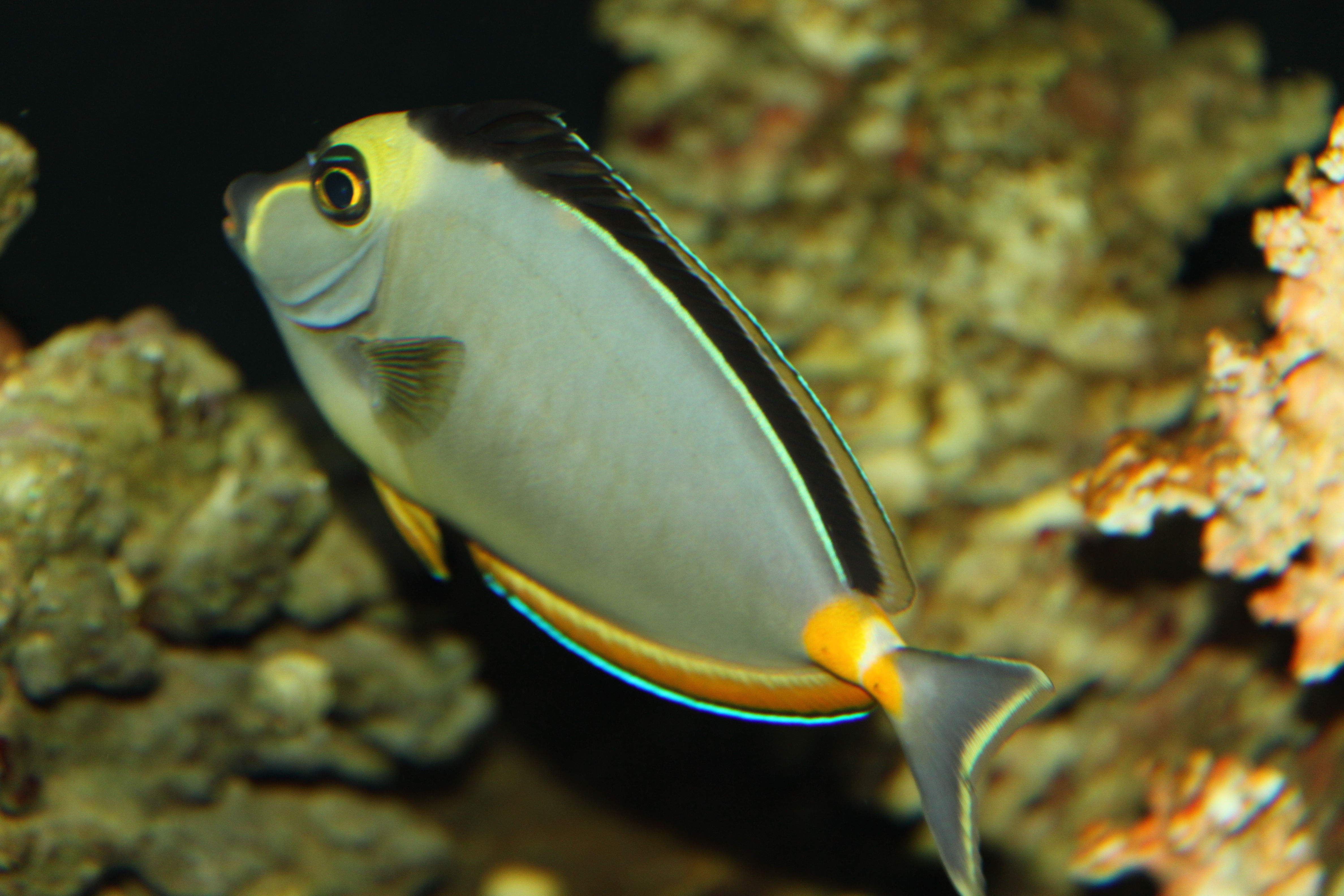
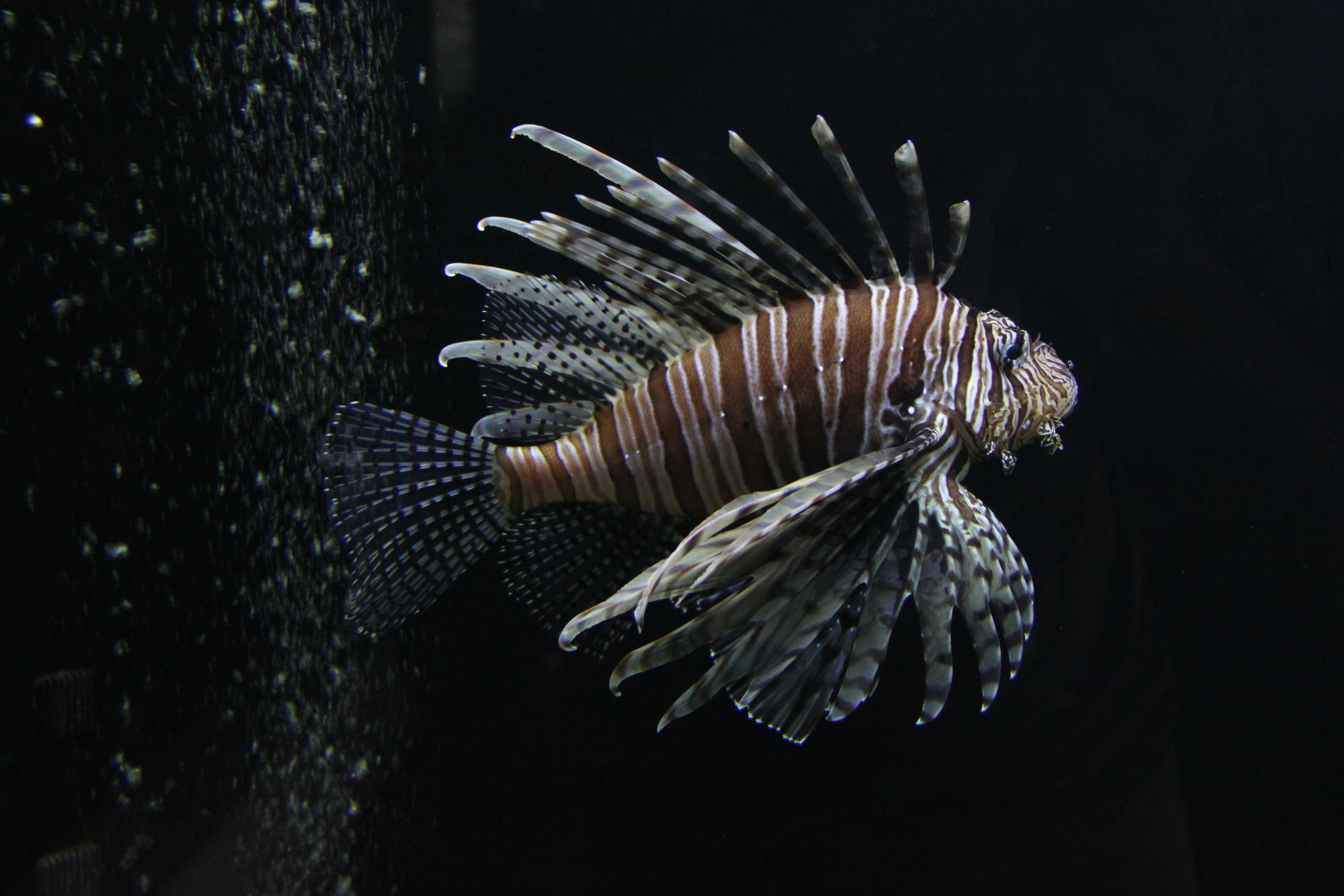
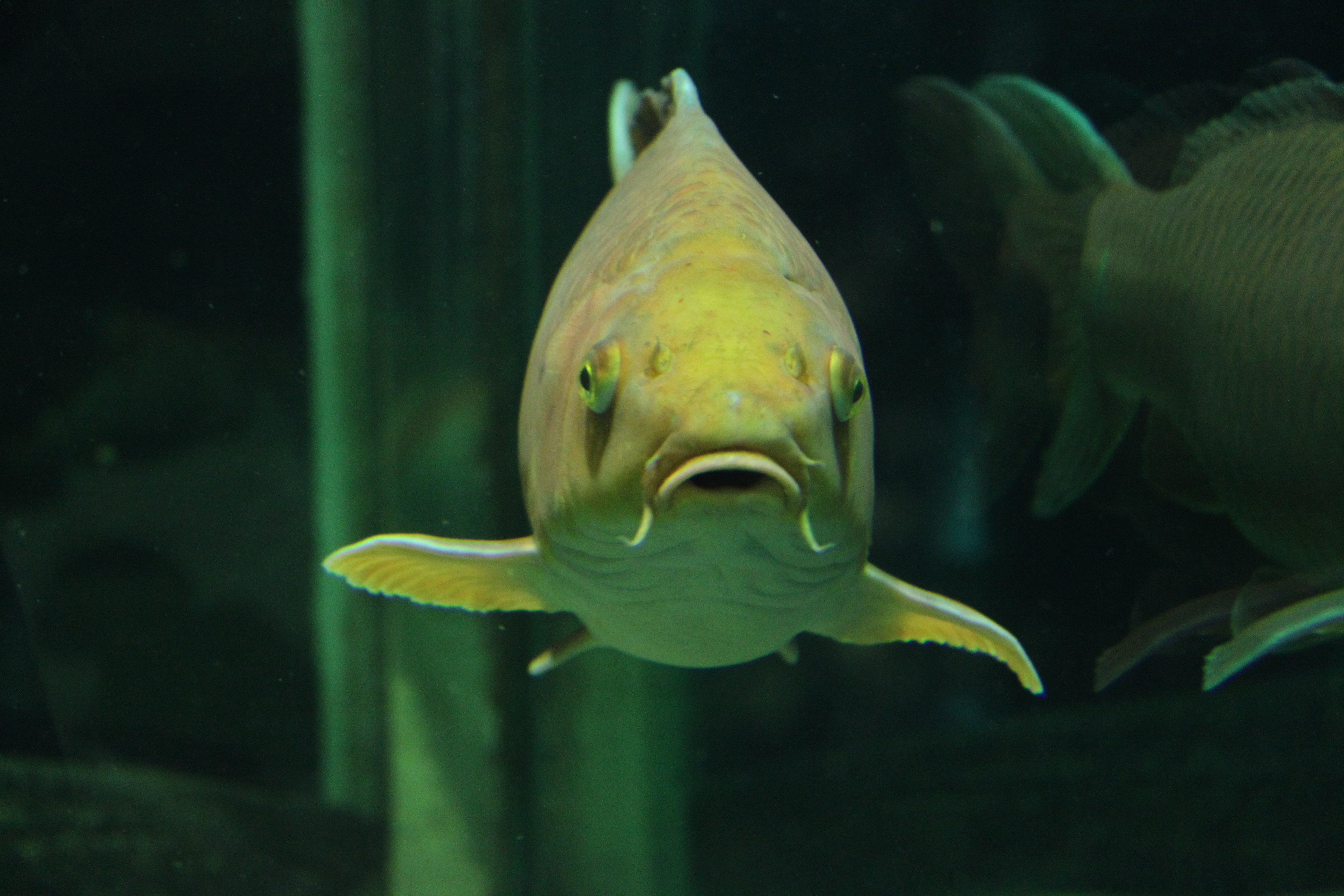